# Сциборовиці
Сциборовиці (пол. Ściborowice, нім. Stiebendorf) — село в Польщі, у гміні Крапковиці Крапковицького повіту Опольського воєводства.
Населення — 491 особа (2011).

## Демографія
Демографічна структура станом на 31 березня 2011 року:
|          | Загалом | Допрацездатний вік | Працездатний вік | Постпрацездатний вік |
| -------- | ------- | ------------------ | ---------------- | -------------------- |
| Чоловіки | 243     | 44                 | 166              | 33                   |
| Жінки    | 248     | 42                 | 147              | 59                   |
| Разом    | 491     | 86                 | 313              | 92                   |